# Eleonora Maturana
Eleonora Maturana (Bilbao, 25 de julio de 1884 - Buenos Aires, 28 de enero de 1931), nacida Eleonora López de Maturana Ortiz de Zárate, así como Leonor de San Luis, fue una monja carmelita española y radicada en argentina reconocida como venerable por la Iglesia católica.

## Biografía
Eleonora Maturana nació en Bilbao (España) el 25 de julio de 1884 con una hermana gemela llamada Pilar. Sus padres fueron Vicente López de Maturana y Juana Ortiz de Zárate. Su hermana sería posteriormente una de las fundadoras de las religiosas mercedarias de Bérriz, beatificada el 22 de octubre de 2006. Nacieron en el seno de una familia cristiana de origen alavés.
A los 19 años, Eleonora ingresó en el convento carmelita de la Caridad de Vitoria, recibiendo a los 21 años el nombre de Leonos de San Luis. Tras el noviciado, impartió clases de música e idiomas en un colegio de Guernica durante seis años. Durante estos años nace un proyecto para fundar un convento en América Latina, ofreciéndose voluntariamente, siendo su petición aceptada. Partió del puerto de Barcelona el 4 de abril de 1913 y se radicó en Suipacha (provincia de Buenos Aires) el 23 de abril, junto con otras cuatro monjas; y donde vivió hasta su muerte. Allí se integraron al Colegio Nuestra Señora del Carmen, donde comenzaron a dar clases a cinco niños el 5 de mayo de 1913. Inicialmente se ubicaron en un edificio que otorgaba poco espacio, por lo que al poco tiempo se mudaron a otro, un antiguo edificio municipal que se había convertido en comisaría de policía y que fue reconvertido en colegio, donde continua funcionando  la congregación.
Allí se desempeñó como docente durante varios años. También daba a conocer las Obras Misionales Pontificias en Argentina, mediante conferencias y escritos en revistas de misiones, con el fin de fomentar el apoyo espiritual y económico de las distintas misiones que tenían en el mundo; así como se dedicó a organizar “procesiones misioneras”, inéditas en Argentina. Entre otras actividades que desarrolló fue la traducción de diversos artículos teológicos para popularizar el conocimiento de la fe.
En 1930 fue nombrada superiora del convento, sin embargo al poco tiempo le diagnosticaron cáncer de estómago, que le provocó la muerte en el Colegio Nuestra Señora del Sagrado Corazón de Buenos Aires el 28 de enero de 1931. Ante el pedido de la comunidad de Suipacha, su cuerpo  fue trasladado y enterrado en el atrio del templo parroquial de dicha ciudad.

## Beatificación
En el año 1979 se inició su proceso de beatificación, por iniciativa de las monjas carmelitas.
El 23 de diciembre de 1993, el Papa Juan Pablo II reconoció el carácter heroico de sus virtudes y la declaró venerable. En el año 2018 se logró nombrar a Flor María de Álvarez, Mercedaria de Bérriz para que postule la causa de canonización en Roma; quien fue también llevó la postulación de la hermana de Eleonora, Pilar Maturana, conocida como Margaría María.